# Flixecourt

Flixecourt este o comună în departamentul Somme, Franța. În 1 ianuarie 2022 avea o populație de 3.247 de locuitori.